# Ibuki
Ibuki (いぶき) is een speelbaar personage uit Capcoms reeks gevechtsspellen van Street Fighter. Het personage kwam voor het eerst voor in het spel Street Fighter III. 

## Voorkomen
Ibuki is slank, atletisch gebouwd en heeft zwartachtig/bruin haar dat strak wordt gehouden in een paardenstaart die ver onder haar middel zakt. In tegenstelling tot haar andere vrouwelijke collega's in hetzelfde genre, heeft Ibuki's outfit een meer traditionele vorm van ninja gi, bestaande uit een mouwloze kledingstuk voor het bovenlichaam, baggy broek, armbeschermers en een masker dat de onderste helft van haar gezicht verbergt. Haar schoeisel bestaat alleen uit een doek bandages die omwikkeld zijn om haar schenen, enkels en wreef. Ze zal terug springen in haar "normale" kleren als haar regime over is en/of wanneer zij een gevecht wint.

## Achtergrond
Ibuki is een tienermeisje uit een klein bergdorp in Japan, dat in feite het huis is van een oude ninja clan. In weerwil van haar ninja training, is Ibuki een gewone middelbare school meisje met een fascinatie voor popidolen. Hoewel ze een beetje zorgeloos is, kan ze sterk zijn als het moet. Ze maakt gebruik van een vorm van "ninja taijutsu" die verschillende oude martial art stijlen combineert uit Japan.
In de originele Street Fighter III en 2e Impact, wordt Ibuki gestuurd door haar clan om de mysterieuze "G-bestand" op te halen van Gills organisatie. Na het spel uit te spelen met Ibuki, geeft Gill haar het bestand na hun strijd, omdat het project al aan de gang was. In Street Fighter III: 3rd Strike, bereidt Ibuki zich voor om af te studeren van de middelbare school, en studeert voor haar examens college toepassing, in de hoop om van huis te gaan en een leuke vriend te vinden. Als onderdeel van haar eindexamen, wordt Ibuki gestuurd om Oro te vinden en te verslaan, die ondanks zijn legendarische martial arts nogal wellustig om haar heen schijnt te handelen. In haar einde in 3e Strike, wordt Ibuki geaccepteerd door Sarusuberi University, wat het geheim is van een elite-trainingskamp voor de ninja's.
De andere leden van Ibuki's ninja clan die in haar stadium verschijnen in de eerste twee Street Fighter III wedstrijden omvatten Sanjo, Enjo, Genda, en Raion. Haar huisdier tanuki heeft de naam Don. Ibuki's vriendin in haar eindes in het originele spel en de 2e Impact heeft de naam Sarai Kurosawa, die in hetzelfde dorp woont en naar diezelfde school gaat. De jonge jongen die met Ibuki aan het sparren is voor een CPU wedstrijd in 3e Strike heet Yuta Homura.
Ibuki verschijnt ook in Super Gem Fighter Mini Mix, waarin ze van haar ninja training weg sluipt om een ijsje te eten in Tokio.
In Ibuki's achtergrondverhaal voor Super Street Fighter IV gaat ze spijbelen van haar klas om plezier te hebben en te zoeken naar jongens voor een date. Ze ontmoet zelfs Sakura, die Ibuki herkent als een middelbare school student op basis van haar uniform, als ze probeert om Sakura haar aan een jongen voor te stellen.

## Citaten
- "You were wide open."

## Trivia
- Ibuki en Elena behoorden tot de eerste vrouwen op blote voeten voordat Makoto werd geïntroduceerd.

Abel · 
Adon · 
Akuma · 
Alex · 
Balrog · 
Birdie · 
Blanka · 
Cammy · 
Charlie · 
Chun-Li · 
Cody · 
Crimson Viper · 
Dan · 
Dee Jay · 
Dhalsim · 
De Dolls · 
Dudley · 
Eagle · 
E. Honda · 
Elena · 
El Fuerte · 
Fei Long · 
Gen · 
Gill · 
Gouken · 
Guile · 
Guy · 
Hakan · 
Hugo · 
Ibuki · 
Ingrid · 
Juri · 
Karin · 
Ken · 
M. Bison · 
Makoto · 
Necro · 
Oni · 
Oro · 
Poison · 
R. Mika · 
Remy · 
Rolento · 
Rose · 
Rufus · 
Ryu · 
Sagat · 
Sakura · 
Sean · 
Seth · 
T. Hawk · 
Twelve · 
Urien · 
Vega · 
Yang · 
Yun · 
Zangief